# Charles Mordaunt, 3:e earl av Peterborough
Charles Mordaunt, 3:e earl av Peterborough, född 1658, död 25 oktober 1735, var en engelsk militär. Han var son till John Mordaunt, 1:e viscount Mordaunt, brorson till Henry Mordaunt, 2:e earl av Peterborough och sondotterson till Robert Carey, 1:e earl av Monmouth.
Peterborough var stark motståndare till Jakob II av England, flydde till Holland 1686 och verkade för Vilhelm av Oraniens intervention i England. En tid var Peterborough förste skattkammarlord men kom genom sitt självständiga uppträdande i konflikt med regeringen och parlamentet. Trots detta blev han 1705 chef för expeditionen till Spanien, som han med stor framgång genomförde. Han erövrade Barcelona och Valencia 1706. På grund av sin självständiga politiska verksamhet i Spanien blev han dock hemkallad. Peterborough anslöt sig 1707 till tories. Med Georg I upphörde hans politiska inflytande.